# 分界线 (电视剧)
《分界线》是中華人民共和國一部40集刑事偵查題材的電視劇，由安徽广播电视台、中華人民共和國公安部金盾影视文化中心、安徽广电传媒产业集团等联合出品。該電視劇全程在安徽境内拍摄，主要取景地位於蚌埠。電視劇名字來自中國南北分界线淮河。2022年8月1日該電視劇在江苏卫视開播。該電視劇根據作家潘军的小说《犯罪嫌疑人》改编，潘军親自出任該電視劇的编剧和导演。何冰、张国强、张彤、赵倩、汤嬿、马敬函、霍青等人出演。該電視劇講述的是45岁下岗工人马冬生犯罪的故事。